# Tomasz Szostok
Tomasz Szostok – polski matematyk, doktor habilitowany nauk matematycznych, profesor Uniwersytetu Śląskiego w Katowicach, specjalista od równań i nierówności funkcyjnych.

## Kariera naukowa
W 1997 roku na Uniwersytecie Śląskim w Katowicach uzyskał tytuł magistra matematyki. W 2000 roku został zatrudniony na tejże uczelni, a w 2002 roku uzyskał na jej Wydziale Matematyki, Fizyki i Chemii stopień doktora nauk matematycznych w zakresie matematyki na podstawie rozprawy pt. Modyfikacje i uogólnienia pewnych warunkowych równań funkcyjnych, której promotorem był Roman Ger. W 2016 roku ten sam wydział nadał mu stopień doktora habilitowanego nauk matematycznych w dyscyplinie matematyki.
Swoje prace publikował m.in. w „Aequationes Mathematicae”, „Results in Mathematics” oraz „Journal of Geometry”.